# Cerkev sv. Lucije, Plavje
Cerkev sv. Lucije (it. Chiesa di Santa Lucia) na  Plavjah je podružnična cerkev župnije Škofije.
Cerkev stoji v strnjenem delu vasi, na cerkvenem zemljišču nekdanjega pokopališča. 

## Zgodovina
Kaplanija Plavje s cerkvijo svete Lucije je do leta 1960 spadala v župnijo Osp. Po drugi svetovni vojni jo je državna meja ločila od župnijskega središča. 
Nekoč naj bi pod Plavjami stala cerkev, katere patron je bil sv. Klemen, saj se je leta 1619 v osapski matični knjigi omenjalo, da je bil pri tej cerkvi pokopan Ivan Dugon s Plavij. Njena lokacija danes ni znana, niti kdaj je propadla in zakaj. Po ustnem izročilu sta sestri, dobri in dokaj premožni domačinki, sklenili na Plavjah sezidati novo cerkev, ki so jo posvetili sv. Luciji in sv. Roku. Domnevajo, da je bila cerkev zgrajena v drugi polovici 19. stoletja. 
Kaplanija Plavje je nekoč imela tri podružnice, cerkev sv. Brigite na Hribih, cerkev sv. Barbare pri Korošcih in cerkev sv. Ivana na Štamarju.
1. septembra 2004 je tedanji koprski škof Metod Pirih izdal odlok o priključitvi kaplanije Plavje župniji Škofije (ustanovljeni 1960) in je preimenoval cerkev v podružnično cerkev svete Lucije.

## Zunanjost cerkve
Cerkev je enoladijska, s pravokotnim prezbiterijem in zakristijo. Pročelje krasi dekorativno oblikovani trikotni zaključek.

## Notranjost cerkve

### Notranja oprema
Glavni oltar je kamnit, izdelan v novoklasicističnem slogu. Nad njim je na steni prezbiterija slika svete Lucije, olje na platnu, v pozlačenem okvirju, ki jo je leta 1925 naslikal domačin, samouk Avguštin Hrovatin. Stranski oltar na levi strani je posvečen sv. Roku, z mavčnima kipoma sv. Alojzija in sv. Antona Padovanskega, tisti na desni strani pa je oltar Marijinega obiskanja, z lesenima kipoma sv. Jožefa in sv. Janeza Krstnika. Ohranjena je tudi prižnica.
Cerkev je bila prenovljena leta 1925, ko je v Ospu živel in deloval župnik ter dekan Franc Malalan. Priskrbel je tudi nov marmornati oltar in orgle iz cerkve sv. Jakoba v Trstu.

Leta 1996 so v cerkvi za spremljanje bogoslužnega petja namestili sintetizator.

## Zvonik
K cerkvi prislonjen zvonik so sezidali šele leta 1892, s podporo takratne deželne vlade. Prej sta dva zvonova visela kar na veji bližnje lipe.
Leta 2004 je bilo urejeno električno zvonjenje.

### Zvonovi
1. Fonderia De Poli, Vittorio Veneto, 1930, »C’’«
2. Fonderia Lucio Broili, Udine, 1952, »D’’«
3. Fonderia Lucio Broili,Udine 1952, »E’’«